# Jacob L. Milligan

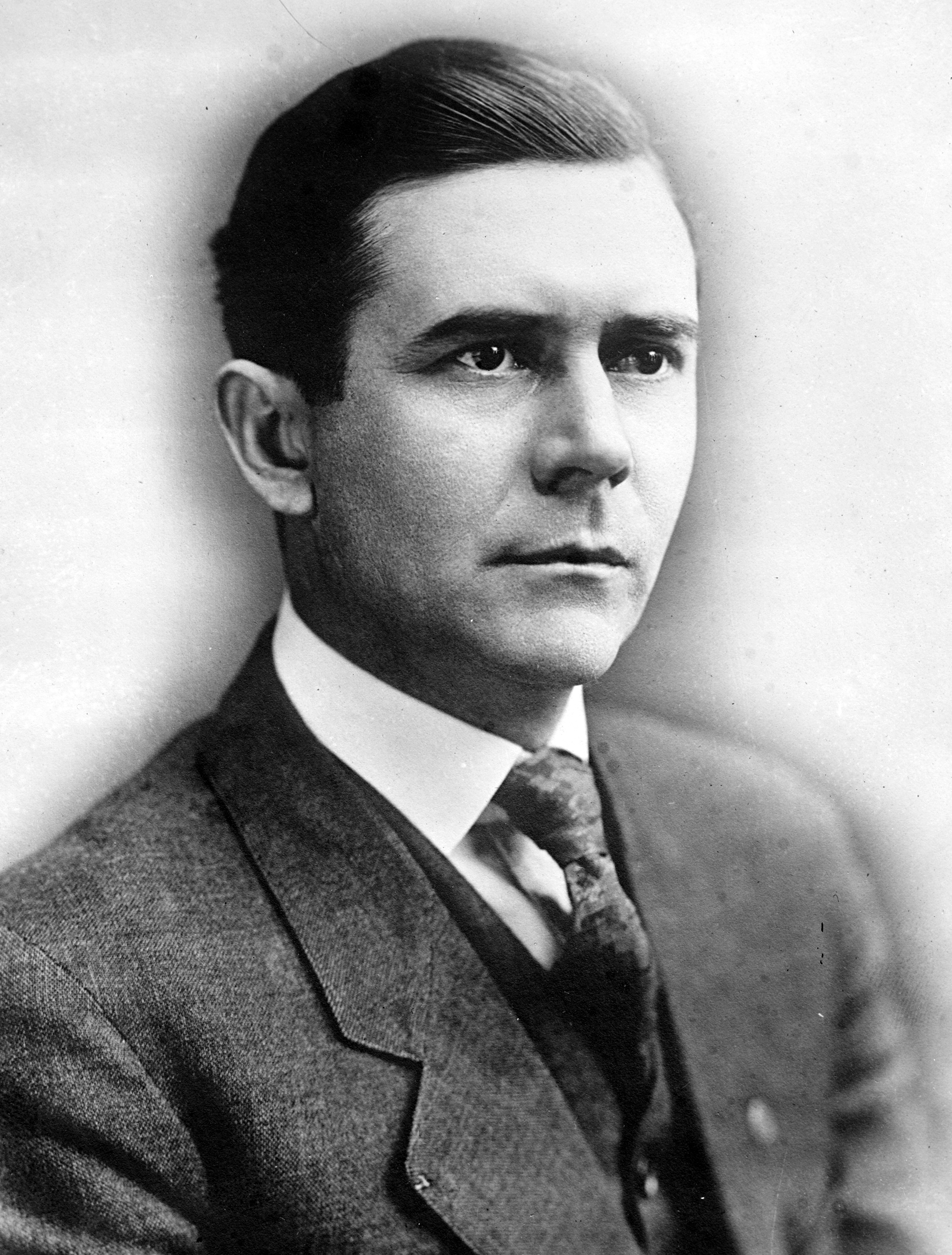
Jacob L. Milligan

Jacob Le Roy Milligan (* 9. März 1889 in Richmond, Ray County, Missouri; † 9. März 1951 in Kansas City, Missouri) war ein US-amerikanischer Politiker. Zwischen 1920 und 1935 vertrat er zwei Mal den Bundesstaat Missouri im US-Repräsentantenhaus.

## Werdegang
Jacob Milligan besuchte die öffentlichen Schulen seiner Heimat. Nach einem anschließenden Jurastudium an der University of Missouri in Columbia und seiner 1913 erfolgten Zulassung als Rechtsanwalt begann er ab 1914 in seiner Geburtsstadt Richmond in diesem Beruf zu arbeiten. Während des Ersten Weltkrieges diente er zwischen 1917 und 1919 als Hauptmann in einem Infanterieregiment der US Army. Für seine militärischen Leistungen in diesem Krieg wurde er mit dem Silver Star und dem Purple Heart ausgezeichnet.
Politisch war Milligan Mitglied der Demokratischen Partei. Nach dem Rücktritt des Abgeordneten Joshua W. Alexander, der den Posten des US-Handelsministers übernahm, wurde er bei der fälligen Nachwahl für den dritten Sitz von Missouri zu dessen Nachfolger im US-Repräsentantenhaus in Washington, D.C. gewählt, wo er am 14. Februar 1920 sein neues Mandat antrat. Da Milligan bei den regulären Kongresswahlen des Jahres 1920 dem Republikaner Henry F. Lawrence unterlag, konnte er bis zum 3. März 1921 nur die laufende Legislaturperiode im Kongress beenden.
Bei den Wahlen des Jahres 1922 wurde Milligan erneut im dritten Wahlbezirk seines Staates in das US-Repräsentantenhaus gewählt, wo er am 4. März 1923 Lawrence wieder ablöste. Nach fünf Wiederwahlen konnte er bis zum 3. Januar 1935 sechs volle Amtszeiten im Kongress verbringen. Seit 1933 vertrat er als Nachfolger von David W. Hopkins den vierten Distrikt seines Heimatstaates. Im Jahr 1933 wurden der 20. und der 21. Verfassungszusatz ratifiziert. Seit 1933 wurden im Kongress auch die ersten New-Deal-Gesetze der Bundesregierung unter Präsident Franklin D. Roosevelt im Kongress verabschiedet. 1928 war Milligan Delegierter zur Democratic National Convention in Houston, auf der Al Smith als Präsidentschaftskandidat nominiert wurde.
Im Jahr 1934 verzichtete Jacob Milligan auf eine erneute Kandidatur für das US-Repräsentantenhaus. Stattdessen strebte er erfolglos die Nominierung seiner Partei für die Wahlen zum US-Senat an. Diese ging an den späteren Präsidenten Harry S. Truman. Nach seinem Ausscheiden aus dem Kongress praktizierte er wieder als Anwalt. In den Jahren 1949 und 1950 leitete er den Polizeiausschuss der Stadt Kansas City. Dort ist er am 9. März 1951, seinem 72. Geburtstag, auch verstorben.